# フレッチャー FD-25
フレッチャー FD-25
フレッチャー FD-25 ディフェンダー（1971年）
- 用途：COIN機・練習機
- 設計者：ジョン・ソープ
- 製造者：フレッチャー航空機、東洋航空工業
- 運用者：カンボジア王国空軍、南ベトナム空軍など
- 初飛行：1953年
- 生産数：13機

フレッチャー FD-25 ディフェンダー（Fletcher FD-25 Defender）は、1950年代に米国で開発された小型地上攻撃機・練習機である。

## 設計と開発
ディフェンダーは、固定尾輪式降着装置を持つ保守的な片持ち式低翼単葉であり、主翼に2丁の機関銃を、主翼下のパイロンに投棄可能な外装搭載部を備える。機体は全金属製で、パイロットは幅広いパースペックス製キャノピーの中に搭乗。練習機型である複座のA型と、軽攻撃機型である単座のB型が存在する。

## 運用の歴史
フレッチャーによって単座型2機と複座型1機の試作機が製作されたが、アメリカ軍からの発注が無かった。しかし日本の東洋航空工業が1952年（昭和27年）に製造権を買い取り、約1ダースを製造し、7機（うち3機がFD-25A、3機がFD-25B）をカンボジアへ、4機をベトナムへ、1機のFD-25Bをタイへ販売した。1機が完全な飛行可能な状態で現存し、EAAエアヴェンチャー2010 航空ショーに登場している。また、1961年（昭和36年）には東京都立航空工業高等専門学校（現東京都立産業技術高等専門学校荒川キャンパス）に東洋航空工業が製造したうちの2機（FD-25AとFD-25Bが1機ずつ）が買い取られており、うちFD-25Bは1970年（昭和45年）頃まで試験機として使用された後、現在は双方ともに日本航空協会によって重要航空遺産に指定され、同校の科学技術展示館で静態展示されている。

## 要目（FD-25B）
- 乗員：1名
- 全長：6.38 m (20 ft 11 in)
- 全幅：9.14 m (30 ft 0 in)
- 全高：1.60 m (5 ft 3 in)
- 翼面積：13.9 m2 (150 ft2)
- 空虚重量：645 kg (1,421 lb)
- 全備重量：1,223 kg (2,696 lb)
- エンジン：コンチネンタル E-225-8、225 hp (167 kW)
- 最大速度：300 km/h (190 mph)
- 巡航高度：5,000 m (16,400 ft)
- 航続距離：1,335 km (834 miles)
- 上昇率：8.8 m/s (1,720 ft/min)
- 武装：
  - 2 × 前方固定.30 (7.62 mm) 機関銃（主翼）
  - 500 lb (230 kg) of disposable stores on eight underwing pylons, including bombs, rockets, and napalm tanks